# Quiéreme mucho
"Quiéreme mucho" is een lied gecomponeerd door de Cubaanse componist Gonzalo Roig in 1911. De originele versie en tekst zijn geschreven door Ramón Gollury en Agustín Rodríguez. Het nummer is door een groot scala artiesten opgenomen, in verschillende talen. 
Het nummer is geïnspireerd op de Cubaanse muzieksoorten criolla (de eerste helft van het nummer) en bolero (de tweede helft). Het lied ging in première door tenor Mariano Menéndez in het conservatorium van Havana onder de titel Serenata cubana ("Cubaanse serenade") in 1911. Later besloot Roig het lied op te nemen in de sainete (Cubaanse opera) El servicio militar obligatorio over de Eerste Wereldoorlog, die in 1917 in première ging. In het stuk voerden Becerra en Rafael Llorens het lied uit als een duet, dat zeer goed werd ontvangen door het publiek en aanleiding gaf tot talloze covers en optredens, waaronder veel opnames die gemaakt zijn in de Verenigde Staten in de jaren twintig.

## Opnamen

### Eerste opnames
Roig verkocht de rechten op het nummer in 1921. De eerste opname in de Verenigde Staten werd in 1923 gemaakt door de Italiaanse zanger Tito Schipa. Deze opname kreeg de ondertitel "Serenata criolla" (Creoolse serenade). Van de vier opnames die door Schipa zijn opgenomen in Camden, New Jersey, is alleen de vierde bewaard gebleven. Andere vocalisten die het originele nummer in de jaren twintig hebben opgenomen, zijn onder meer Elena Ehlers (1923, Columbia Records), José Moriche (1924, OKeh Records) en Mariano Meléndez (1925, Pathé Records).

### Hit-versies
Het succes van de Spaanse versie van het nummer leidde tot de vertaling ervan in de Verenigde Staten, waar tekstschrijvers Albert Gamse en Jack Sherr "Yours" publiceerden.
Dit nummer werd populair door de opnames van het Jimmy Dorsey Orchestra, Vera Lynn en Dick Contino. Een Duitse versie werd gepubliceerd onder de titel Du bist mein erster Gedanke en voor het eerst opgenomen door Mieke Telkamp (1956, Philips), en deze single was Telkamps eerste hit in Nederland. De Duitse versie is ook opgenomen door Cliff Richard & The Shadows en door Julio Iglesias. De laatste nam het nummer ook op in het Spaans, Engels en Frans ("Où est passée ma bohême?"). Iglesias' Spaanse uitvoering werd, met name in Europa, het populairst. In 1963 had Gert Timmerman een nummer 2-hit met een andere Duitse vertaling, Nimm deine weiße Gitarre, van het nummer.
De opname door Jimmy Dorsey bevatte zang van Bob Eberly en Helen O'Connell en werd uitgebracht door Decca Records in 1941. Het behaalde de tweede plaats in de Billboard Best Seller-hitlijst. De opname door Vera Lynn werd uitgebracht door London Records in 1952 en haalfde de achtste plek in deze lijst. De instrumentale versie van van Dick Contino, werd uitgebracht door Mercury Records in 1954 en stond een week in de lijst, op plek 27. De Duitstalige versie van Cliff Richard & The Shadows haalde in 1966 de vijftiende plek in de Duitse hitlijst. De Franstalige versie van Julio Iglesias haalde in 1979 de nummer 1-positie in Frankrijk. Zijn Spaanstalige versie stond dat jaar vijf weken op de eerste plek van de Nederlandse Top 40.

### Andere versies
De volgende artiesten en orkestleiders hebben het nummer ook uitgevoerd: Ray Anthony, Chet Atkins, Gene Autry, Vikki Carr, José Carreras, Ray Charles, Bing Crosby, Dick Dale, Plácido Domingo, Percy Faith, Freddy Fender, Ibrahim Ferrer, Connie Francis, Benny Goodman, Eddy Howard, Engelbert Humperdinck, Alfredo Kraus, Charlie Kunz, Frankie Laine, Frankie Lymon & the Teenagers, Anni-Frid Lyngstad, Tony Martin, Vaughn Monroe, Nana Mouskouri, Jim Reeves, Marty Robbins, Dickie Rock, Linda Ronstadt, Edmundo Ros, The Salsoul Orchestra, George Shearing, The Three Degrees, Caterina Valente, Billy Vaughn en Hugo Winterhalter.

## Hitnoteringen

### Nederlandse Top 40
| Hitnotering: 28-07-1979 t/m 10-11-1979 | Hitnotering: 28-07-1979 t/m 10-11-1979 | Hitnotering: 28-07-1979 t/m 10-11-1979 | Hitnotering: 28-07-1979 t/m 10-11-1979 | Hitnotering: 28-07-1979 t/m 10-11-1979 | Hitnotering: 28-07-1979 t/m 10-11-1979 | Hitnotering: 28-07-1979 t/m 10-11-1979 | Hitnotering: 28-07-1979 t/m 10-11-1979 | Hitnotering: 28-07-1979 t/m 10-11-1979 | Hitnotering: 28-07-1979 t/m 10-11-1979 | Hitnotering: 28-07-1979 t/m 10-11-1979 | Hitnotering: 28-07-1979 t/m 10-11-1979 | Hitnotering: 28-07-1979 t/m 10-11-1979 | Hitnotering: 28-07-1979 t/m 10-11-1979 | Hitnotering: 28-07-1979 t/m 10-11-1979 | Hitnotering: 28-07-1979 t/m 10-11-1979 | Hitnotering: 28-07-1979 t/m 10-11-1979 | Hitnotering: 28-07-1979 t/m 10-11-1979 |
| Week                                   | 1                                      | 2                                      | 3                                      | 4                                      | 5                                      | 6                                      | 7                                      | 8                                      | 9                                      | 10                                     | 11                                     | 12                                     | 13                                     | 14                                     | 15                                     | 16                                     |                                        |
| -------------------------------------- | -------------------------------------- | -------------------------------------- | -------------------------------------- | -------------------------------------- | -------------------------------------- | -------------------------------------- | -------------------------------------- | -------------------------------------- | -------------------------------------- | -------------------------------------- | -------------------------------------- | -------------------------------------- | -------------------------------------- | -------------------------------------- | -------------------------------------- | -------------------------------------- | -------------------------------------- |
| Nummer                                 | 23                                     | 11                                     | 6                                      | 2                                      | 2                                      | 1                                      | 1                                      | 1                                      | 1                                      | 1                                      | 2                                      | 5                                      | 9                                      | 20                                     | 27                                     | 40                                     | uit                                    |

### Nationale Hitparade
| Hitnotering: 28-07-1979 t/m 24-11-1979 | Hitnotering: 28-07-1979 t/m 24-11-1979 | Hitnotering: 28-07-1979 t/m 24-11-1979 | Hitnotering: 28-07-1979 t/m 24-11-1979 | Hitnotering: 28-07-1979 t/m 24-11-1979 | Hitnotering: 28-07-1979 t/m 24-11-1979 | Hitnotering: 28-07-1979 t/m 24-11-1979 | Hitnotering: 28-07-1979 t/m 24-11-1979 | Hitnotering: 28-07-1979 t/m 24-11-1979 | Hitnotering: 28-07-1979 t/m 24-11-1979 | Hitnotering: 28-07-1979 t/m 24-11-1979 | Hitnotering: 28-07-1979 t/m 24-11-1979 | Hitnotering: 28-07-1979 t/m 24-11-1979 | Hitnotering: 28-07-1979 t/m 24-11-1979 | Hitnotering: 28-07-1979 t/m 24-11-1979 | Hitnotering: 28-07-1979 t/m 24-11-1979 | Hitnotering: 28-07-1979 t/m 24-11-1979 | Hitnotering: 28-07-1979 t/m 24-11-1979 | Hitnotering: 28-07-1979 t/m 24-11-1979 | Hitnotering: 28-07-1979 t/m 24-11-1979 |
| Week                                   | 1                                      | 2                                      | 3                                      | 4                                      | 5                                      | 6                                      | 7                                      | 8                                      | 9                                      | 10                                     | 11                                     | 12                                     | 13                                     | 14                                     | 15                                     | 16                                     | 17                                     | 18                                     |                                        |
| -------------------------------------- | -------------------------------------- | -------------------------------------- | -------------------------------------- | -------------------------------------- | -------------------------------------- | -------------------------------------- | -------------------------------------- | -------------------------------------- | -------------------------------------- | -------------------------------------- | -------------------------------------- | -------------------------------------- | -------------------------------------- | -------------------------------------- | -------------------------------------- | -------------------------------------- | -------------------------------------- | -------------------------------------- | -------------------------------------- |
| Nummer                                 | 35                                     | 16                                     | 7                                      | 3                                      | 4                                      | 3                                      | 2                                      | 1                                      | 1                                      | 1                                      | 2                                      | 5                                      | 7                                      | 11                                     | 18                                     | 26                                     | 39                                     | 45                                     | uit                                    |

### NPO Radio 2 Top 2000
| Nummer met noteringen in de NPO Radio 2 Top 2000 | '99  | '00  | '01-'05 | '06  |
| ------------------------------------------------ | ---- | ---- | ------- | ---- |
| Quiéreme mucho (Julio Iglesias)                  | 1076 | 1396 | -       | 1968 |

1. ↑  Een '-' betekent dat het nummer niet was genoteerd en een vetgedrukt getal geeft de hoogste notering aan.
2. ↑  Deze tabel is bijgewerkt tot en met de laatste editie (2024).